# Carbuccia
Carbuccia é uma comuna francesa na região administrativa de Córsega, no departamento de Córsega do Sul. Estende-se por uma área de 14,35 km². 